# Mencía de Ayala
Mencía de Ayala (¿? -1413) fue una dama de la nobleza castellana, perteneciente a la Casa de Ceballos, por su madre, y a la Casa de Ayala, por su padre, que ostentó el señorío en Asturias, Escalante, Trasmiera y Liébana, así como los de Caviedes, Treceño y Valdáliga.

## Orígenes familiares
Fue hija de Fernán Pérez de Ayala, señor de Ayala, y de Elvira Álvarez de Ceballos, señora de Ceballos. Fue hermana de Pedro López de Ayala, el famoso escritor, poeta, cronista y canciller mayor de Castilla, que ostentó importantes cargos y desempeñó misiones diplomáticas bajo los reinados de Pedro I, Enrique II y Juan I de Castilla. Además, tuvo otros dos hermanos: Diego López de Ayala, señor de Cebolla y Juan Sánchez de Ayala, y siete hermanas: Inés Alfón de Ayala, señora de Malpica, Juana García de Ayala, Aldonza Fernández de Ayala, Sancha Hernández de Ayala, Elvira Álvarez de Ayala, Leonor Hernández de Ayala, señora de Torreón de Velasco y Elvira (que murió siendo niña).

## Biografía
Mencía contrajo matrimonio con Beltrán Vélez de Guevara, señor de Oñate. En 1375 tuvo la fortuna de convertirse en beneficiaria del señorío heredado por su madre. Elvira Álvarez de Ceballos, madre de Mencía, se había convertido en la total heredera de la casa solar de los Ceballos en Asturias, Escalante, Trasmiera y Liébana, puesto que sus dos hermanos varones habían muerto sin descendencia y ella era mayor que sus otras hermanas. Su hijo el canciller dice de ella que era “rica fembra”. A su muerte, su marido y padre de Mencía, Fernán Pérez de Ayala, decidió que fuera ella, su hija, la heredera de la casa y patrimonio de su esposa. Mediante manda testamentaria decide instituir, además, un mayorazgo a favor de su hija.
La decisión de conceder este patrimonio a Mencía de Ayala se fundamenta en varios factores. Por un lado, existía la costumbre de conceder a las hijas, particularmente a las primogénitas, la dote materna. Por otro, influyó el cálculo en sus estrategias señoriales y de poder territorial. Fernán Pérez de Ayala deseaba congraciarse con los Guevara, con quienes se había disputado el señorío de Ayala tras quedar vacante en torno al primer tercio del siglo XIV.
Estas motivaciones paternas no impidieron que Mencía de Ayala ejerciera el señorío de forma efectiva sobre sus propiedades. Por ejemplo, participó activamente en el gobierno de la villa de Escalante, mediante la concesión de un cuaderno de ordenanzas en noviembre de 1390, lo cual es prueba de que ejercía la jurisdicción en su señorío y se implicaba en el gobierno. También se sabe que apoyó a sus vasallos cuando fueron convocados a huestes por el rey en 1410, reclamando privilegios que les habían sido concedidos.
A su muerte, en 1413, optó por transmitir su patrimonio a uno de sus hijos segundogénitos, a Beltrán de Guevara, quien, por su parte, en 1441, instituyó un mayorazgo a favor de su hijo Ladrón de Guevara. Así, gracias a la decisión libre de doña Mencía, el patrimonio de los Ceballos, la casa de la que procedía por vía materna, pudo mantener su independencia con respecto al de los Guevara, el linaje del que procedía su marido.

## Descendencia
Mencía tuvo seis hijos, tres varones y tres mujeres, de su matrimonio con Beltrán Vélez de Guevara, señor de Oñate:
- Pedro Vélez de Guevara, hijo primogénito y heredero del patrimonio de los Guevara en Oñate. Contrajo matrimonio en primeras nupcias con Isabel Téllez, hija del conde don Tello; y, en segundas, con Constanza de Tovar, hija de Sancho Fernández de Tovar.
- Carlos de Guevara, que fue obispo de Salamanca.
- Beltrán de Guevara, que heredó a la muerte de su madre las posesiones correspondientes a la casa de Ceballos en Asturias, Escalante, Trasmiera y Liébana. Contrajo matrimonio con Juana de Quesada. A su muerte le sucedió el hijo de ambos, Ladrón de Guevara.[10]
- María de Guevara. Contrajo matrimonio con Ruy Díaz de Rojas.
- Elvira de Guevara, condesa de Ribadeo por su matrimonio con Ruy López Dávalos, II conde de Ribadeo y Condestable de Castilla.
- Constanza de Guevara. Contrajo matrimonio en segundas nupcias con Diego de Velasco, hijo de Pedro Fernández de Velasco, señor de la casa de Velasco, y de su esposa María García Sarmiento, señora de Cilleruelo.